# Saint-Laurent-de-Cuves
Saint-Laurent-de-Cuves és un municipi francès situat al departament de la Manche i a la regió de Normandia. L'any 2007 tenia 496 habitants.

## Demografia

### Població
El 2007 la població de fet de Saint-Laurent-de-Cuves era de 496 persones. Hi havia 208 famílies de les quals 52 eren unipersonals (24 homes vivint sols i 28 dones vivint soles), 84 parelles sense fills, 56 parelles amb fills i 16 famílies monoparentals amb fills.
La població ha evolucionat segons el següent gràfic:
Habitants censats

### Habitatges
El 2007 hi havia 293 habitatges, 212 eren l'habitatge principal de la família, 47 eren segones residències i 34 estaven desocupats. 292 eren cases i 1 era un apartament. Dels 212 habitatges principals, 163 estaven ocupats pels seus propietaris, 46 estaven llogats i ocupats pels llogaters i 3 estaven cedits a títol gratuït; 2 tenien una cambra, 11 en tenien dues, 32 en tenien tres, 64 en tenien quatre i 103 en tenien cinc o més. 189 habitatges disposaven pel capbaix d'una plaça de pàrquing. A 107 habitatges hi havia un automòbil i a 87 n'hi havia dos o més.

### Piràmide de població
La piràmide de població per edats i sexe el 2009 era:
| Homes | Edats   | Dones |
| ----- | ------- | ----- |
| 0     | 95 o +  | 0     |
| 0     | 90 a 94 | 4     |
| 4     | 85 a 89 | 8     |
| 4     | 80 a 84 | 0     |
| 4     | 75 a 79 | 20    |
| 8     | 70 a 74 | 16    |
| 24    | 65 a 69 | 8     |
| 24    | 60 a 64 | 28    |
| 8     | 55 a 59 | 16    |
| 12    | 50 a 54 | 8     |
| 8     | 45 a 49 | 4     |
| 20    | 40 a 44 | 16    |
| 8     | 35 a 39 | 12    |
| 20    | 30 a 34 | 12    |
| 24    | 25 a 29 | 20    |
| 4     | 20 a 24 | 12    |
| 32    | 15 a 19 | 4     |
| 12    | 10 a 14 | 20    |
| 4     | 5 a 9   | 16    |
| 16    | 0 a 4   | 16    |

## Economia
El 2007 la població en edat de treballar era de 277 persones, 216 eren actives i 61 eren inactives. De les 216 persones actives 207 estaven ocupades (113 homes i 94 dones) i 9 estaven aturades (2 homes i 7 dones). De les 61 persones inactives 32 estaven jubilades, 14 estaven estudiant i 15 estaven classificades com a «altres inactius».

### Ingressos
El 2009 a Saint-Laurent-de-Cuves hi havia 209 unitats fiscals que integraven 490 persones, la mediana anual d'ingressos fiscals per persona era de 14.719 €.

### Activitats econòmiques
Dels 19 establiments que hi havia el 2007, 1 era d'una empresa alimentària, 3 d'empreses de fabricació d'altres productes industrials, 5 d'empreses de construcció, 2 d'empreses de comerç i reparació d'automòbils, 1 d'una empresa de transport, 1 d'una empresa d'hostatgeria i restauració, 4 d'empreses financeres i 2 d'empreses immobiliàries.
Dels 6 establiments de servei als particulars que hi havia el 2009, 1 era una oficina bancària, 1 taller de reparació d'automòbils i de material agrícola, 1 paleta, 1 guixaire pintor i 2 fusteries.
L'any 2000 a Saint-Laurent-de-Cuves hi havia 62 explotacions agrícoles que ocupaven un total de 1.056 hectàrees.

## Poblacions més properes
El següent diagrama mostra les poblacions més properes.